# Litlinks
Litlinks war eine von Helmut Schulze betriebene Website, auf der Links zu Online-Texten der deutschen und ins Deutsche übersetzten Literatur gesammelt wurden. Die Website war während ihres Bestehens die umfangreichste Sammlung von Verweisen auf Online-Texte und Digitalisate deutscher Literatur, und galt daher als Standardwerkzeug für Germanisten.
Im April 2007 gab Schulze bekannt, die Sammlung nicht weiterführen zu wollen, da ihm das Angebot an Texten im Internet über den Kopf wachse. Bemühungen, die Sammlung auf Community-Ebene (etwa in Form eines Wikis) weiter zu führen, kamen zu keinem Ergebnis.
Helmut Schulzes Textsammlung „Aristipp“ ist seit kurzem im Internet Textarchive einsehbar.